# See Me
See Me (pol. Zobacz mnie) – szkocka kampania społeczna przeciwko stygmatyzacji osób chorych psychicznie, a także na rzecz poprawy jakości życia tych osób. Przez część specjalistów zdrowia psychicznego uważana jest za najlepiej przygotowany i zrealizowany projekt tego typu na terenie Europy. Jest finansowana przez rząd Szkocji i Comic Relief, a zarządzana przez Scottish Association for Mental Health i The Mental Health Foundation.
Realizację projektu (odnoszącego się do wszystkich chorób psychicznych) poprzedziły działania oddolne różnego rodzaju organizacji specjalistycznych, podjęte następnie przez rząd szkocki w ramach Narodowego Programu Ochrony Zdrowia Psychicznego (Scottish National Programme for Improving Mental Health). Rząd na realizację projektu udostępnił znaczne zasoby finansowe. Kampania ruszyła w 2006.
Celem kampanii było:
- wzmacnianie zdrowia i samopoczucia psychicznego osób,
- usunięcie postaw stygmatyzacyjnych względem ludzi chorych psychicznie,
- zapobieganie samobójstwom chorych,
- wzmacnianie i poszerzanie rehabilitacji psychicznej osób[1].

Przekaz dotrzeć miał do wszystkich grup wiekowych, w tym również do dzieci i młodzieży. Nawiązano w tym celu kontakty z podmiotami komunikacji społecznej. Ze wsparcia finansowego korzystać mogły nie tylko instytucje centralne, ale też inicjatywy regionalne. W ramach kampanii emitowano programy w środkach masowego przekazu, drukowano plakaty i ulotki oraz tworzono koszulki. 
Kampania jest ewaluowana przez niezależne organy. Jako dobrodziejstwa wskazano:
- pozytywne zmiany w odbiorze społecznym osób z problemami psychicznymi
- w 2006 ponad 30% dorosłych Szkotów znała pojęcia kampanii, a ponad połowa ludzi młodych znała jej cele i się z nimi identyfikowała
- zarówno osoby zdrowe, jak i chore zauważyły w swych środowiskach większą gotowość do rozmawiania o problemach ludzi chorych[1].

Aspektem słabo ocenionym była natomiast mała skuteczność kampanii w urzędach i organach administracyjnych.
Fundacja See Me, wraz z charytatywną fundacją Feniks stworzyła m.in. projekt mający za zadanie zagwarantowanie pomocy mieszkającym w Szkocji Polakom z problemami natury psychicznej.